# Trådvaxskivling
Trådvaxskivling (Hygrocybe intermedia) är en svampart som först beskrevs av Giovanni Passerini, och fick sitt nu gällande namn av Victor Fayod 1889. Trådvaxskivling ingår i släktet Hygrocybe och familjen Hygrophoraceae.  Arten är reproducerande i Sverige. Inga underarter finns listade i Catalogue of Life.